# Frequência muito alta

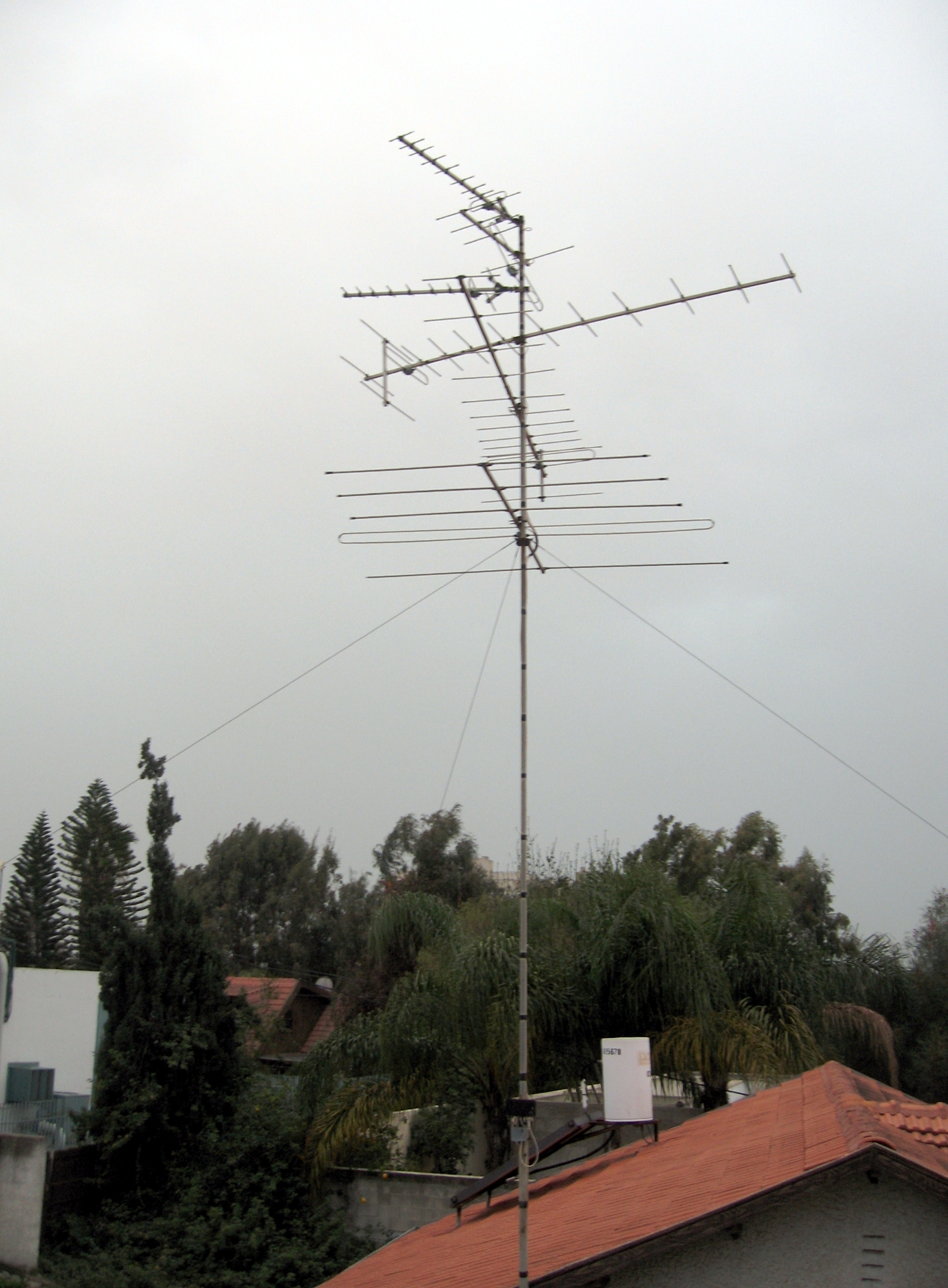
Antenas de televisão VHF usadas para recepção de transmissão de televisão. Essas seis antenas são de um tipo conhecido como antena Yagi, que é amplamente usada em VHF.

Frequência muito alta (em inglês: Very High Frequency, VHF) designa a faixa de radiofrequências de 30 a 300 mega-hertz. As frequências abaixo das VHF são conhecidas como altas frequências (High Frequencies), e as frequências acima como ultra-altas (Ultra High Frequencies).

## Diferenças entre a VHF e UHF
VHF é o termo referido para Very High Frequency, ou seja, trata-se de uma Frequência Muito Alta, determinada para faixas de radiofrequência de 30 a 300 MHz. Esse é o sinal usado para as transmissões de rádio FM (comumente em 88-108 MHz), e em sistemas de comunicações aéreas, navegação marítima e radioamadorismo, além de ter sido a primeira forma de transmissão do sinal analógico para a televisão. Por conta do formato da onda de radiofrequência, é considerada a faixa ideal para transmissões em longas distâncias em áreas não urbanizadas. Já UHF é a sigla para Ultra High Frequency. Aqui estamos falando de uma Frequência Ultra Alta, destinada para radiofrequência de 300 MHz até 3 GHz. Indicada para grandes regiões metropolitanas, essa transmissão tem capacidade de reflexão e penetração em obstáculos físicos, como prédios – que envolvem concreto, torres feitas de aço, pontes, dentre outros. 

## Características de propagação
cance geralmente além da linha de visão do transmissor (ver a fórmula abaixo). Ao contrário das altas frequências (HF), a ionosfera não reflete as ondas VHF e as transmissões são restritas à área local, não interferindo com transmissões realizadas desde milhares de quilômetros.
A faixa VHF é menos afetada por ruídos e interferências atmosféricas emitidas por equipamentos elétricos de baixas frequências. Por outro lado, é mais facilmente obstruído pelas características do terreno que em frequências mais baixas (como na HF), embora seja menos sujeita a interferências por edifícios e outros objetos menos substanciais do que em frequências mais elevadas (como na UHF).
Era também mais fácil construir transmissores, receptores, e antenas eficientes para VHF nos primórdios do rádio, em comparação à frequência UHF. Na maioria dos países, o espectro de VHF é usado para transmissão de rádio e televisão, assim como estações bidirecionais comerciais (tais como aqueles operadas por táxis e por polícias), comunicações rádio bidirecionais marítimas, e rádios de avião.

### Condições de Propagação Incomuns
Duas condições de propagação incomuns podem permitir um alcance muito maior do que o normal: duto troposférico e Esporádica-E (muito mais rara de ocorrer).
O duto troposférico pode ocorrer paralelamente ao avanço de uma frente fria, na parte dianteira desta, especialmente se houver uma diferença marcante nas umidades entre as massas de ar frio e quente. Um duto pode se formar aproximadamente 240 km (150 milhas) adiante da frente fria, similarmente a um duto de ventilação em um prédio, e as radiofrequências de VHF podem se propagar neste duto por centenas de quilômetros. Por exemplo, um transmissor FM amador de 50 watts operando em 146 MHz pode se comunicar desde Chicago para Joplin, Missouri, diretamente, e para Austin, Texas, através de um repetidor.
A propagação Esporádica-E é assim chamada por se referir à camada E da ionosfera. Uma erupção de mancha solar pode lançar na atmosfera superior da terra partículas carregadas, que podem permitir a formação de um "remendo" ionizado denso o bastante  para refletir de volta frequências de VHF, da mesma forma que as frequências de HF são refletidas (onda espacial). Por exemplo, a emissora de TV KMID (canal 2, 54-60 MHz) de Midland, Texas, foi sintonizado em Chicago, bloqueando o sinal da emissora WBBM-TV de Chicago transmitindo no mesmo canal. Estes "remendos" podem durar segundos, ou se estender por horas. Estações de FM de Miami, Florida; Nova Orleães, Louisiana; Houston, Texas e mesmo do México foram ouvidas por várias horas na área central de Illinois durante tal evento.

## Fórmula da Linha de Vista
O alcance de VHF é uma função da potência do transmissor, da sensibilidade do receptor, e da distância ao horizonte, visto que os sinais de VHF se propagam sob circunstâncias normais como um fenômeno próximo da linha de vista ("line-of-sight"); esta expressão quer dizer que ambas as antenas precisam estar "visuais", ou seja, estarem na linha de vista (ou de visão) uma da outra.
Uma aproximação para calcular a distância do horizonte da linha de vista é:
{\displaystyle d={\sqrt {12,7*A_{m}}}}
onde {\displaystyle d} é a distância em quilômetros, e {\displaystyle A_{m}} é a altura da antena em metros. Esta aproximação somente é válida para antenas cujas alturas são pequenas comparadas ao raio da Terra.

## Situação da VHF por país

### Austrália
A faixa da TV de VHF na Austrália era originalmente os canais alocados de 1 até 10 - com as frequências 2, 7 e 9 atribuídas para os serviços iniciais em Sydney e Melbourne, e as mesmas frequências seriam atribuídas mais tarde em Brisbane, em Adelaide e em Perth.
Outras cidades importantes e áreas regionais utilizariam uma combinação destes e de outras frequências como disponível.
Diversas estações da TV foram alocadas nos canais 3, 4 e 5A do VHF, que estavam dentro das faixas de rádio FM, embora não ainda usado para essa finalidade. Um par de exemplos notáveis eram NBN-3 Newcastle, WIN-4 Wollongong e ABC Illawarra no canal 5A. A maioria das TVs dessa era não foram equipadas para receber estas transmissões, e assim que foram modificadas nas despesas dos proprietários ajustam nestas faixas; se não o proprietário teriam de comprar uma TV nova. Começando nos anos 90, a autoridade transmitindo Australian começou a mover um processo à estas estações para as faixas UHF para livrar acima o spectrum valioso do VHF para sua finalidade original do rádio de FM.    Duas frequências novas do VHF, 9A e 12, têm sido disponibilizadas e estão sendo utilizadas desde primeiramente para os serviços digitais (por exemplo ABC em cidades importantes) mas também para alguns serviços análogos novos em áreas regionais.

### Nova Zelândia
- 44-68 megahertz: Televisão da faixa I (canais 1-3)
- 88-108 megahertz: Rádio da faixa II
- 174-230 megahertz: Televisão da faixa III (canais 4-11)

Na Nova Zelândia, as quatro estações principais de TV Livres usam ainda as faixas da televisão do VHF (faixa I e faixa III) transmitir seus programas às casas de Nova Zelândia. Outras estações, incluindo uma variedade das TVs pagas e de estações regionais Livres, transmitem seus programas usando a faixa de UHF desde que a faixa do VHF é sobrecarregada muito com as quatro estações que compartilham de uma faixa de frequência muito pequena.

### Reino Unido
O VHF originalmente usado na televisão britânica une I e III. a televisão no VHF estava em preto e no branco com 405 linha exposição. A televisão de cor britânica era transmitida na frequência UHF (canais 21-69), começando no final dos anos 60. A TV de então era em transmissão no VHF e na UHF, à exceção de BBC2 (que teve sempre a transmissão unicamente na UHF). Os últimos transmissores de tevê em VHF dos Ingleses fecharam-se em 3 de janeiro de 1985. A faixa III do VHF é usada agora no Reino Unido para a transmissão de áudio digital.
Raramente, o Reino Unido tem um alocamento de rádio amador em 4 metros, 70 - 70.5 megahertz.

### Estados Unidos
Os serviços gerais na faixa do VHF são:
- 30 - 46 megahertz: Uma comunicação licenciada dos celulares da terra de 2 caminhos
- 30 - 88 megahertz: VHF-FM militar, incluindo SINCGARS
- 43 - 50 megahertz: Telefones Cordless, de “walkie-talkies FM de 49 megahertz”, e uma comunicação misturada do celular de 2 caminhos
- 50 - 54 megahertz: Rádio amador faixa de 6 metros
- 54 - 72 megahertz: Canais de TV 2 a 4 (será utilizado para outros fins quando a conversão à TV digital for completada e as transmissões analógicas forem encerradas)
- 72 - 75.5 megahertz: Dispositivos de controle remoto
- 75.5 - 87.5 megahertz: Canais de TV 5 a 6 (será utilizado para outros fins quando a conversão à TV digital for completada e as transmissões analógicas forem encerradas)
- 87.5 - 108 megahertz: (Comercial 88-92, não-comercial 92-108) da transmissão do rádio de FM
- 108 - 118 megahertz: Navegações aéreas usando VOR
- 118 - 132 megahertz: Airband para o controle de tráfego aéreo, AM, 121.5 megahertz é frequência de emergência
- 132 - 144 megahertz: Serviços civis auxiliares, satélite, pesquisa do espaço, e outros serviços variados
- 144 - 148 megahertz: Faixa amadora 2 metros
- 148 - 174 megahertz: “A faixa de negócios VHF”, Serviço de rádio multiuso(MURS), e outros celulares da terra de 2 caminhos, FM
- 156 - 174 rádio marinho VH; narrowband FM, 156.8 megahertz (canal 16) é a frequência marítima de emergência e contato.
- 162.40 - 162.55: Estações de tempo de NOAA, narrowband FM
- 174 - 216 megahertz: Canais de TV 7 a 13, e microfones wireless profissionais (poder baixo, somente determinadas frequências exatas)
- 216 - 222 megahertz: serviços mistos
- 222 - 225 megahertz: Faixa amadora “11/4 metros” (realmente mais perto de 11/3 metros)
- acima de 225 megahertz: Serviços federais, rádio de avião militar (225-400 megahertz) AM, incluindo HAVE QUICK, dGPS RTCM-104

87.9 megahertz é uma radiofrequência que, na maioria do mundo, é usado para a transmissão de rádio de FM. Nos Estados Unidos, 87.9 MHz é parte do canal de TV 6 (82-88 megahertz). Na definição do FCC, 87.9 pode somente ser usados em uma circunstância específica: para as estações deslocadas da classe D que não têm nenhuma outra frequência nas sub-bandas 88.1 - 107.9 MHz normal para se mover. Assim distante, somente 2 estações qualificaram-se para operar sobre 87.9 megahertz: 10-Watt KSFH no Mountain View, na Califórnia e 34-Watt no tradutor K200AA no Vale do Sol, Nevada.
Nos Estados Unidos, 87.9 megahertz correspondem ao canal 200.

### Brasil
Em VHF situam-se os serviços de radiodifusão sonora em FM, radiodifusão de sons e imagens, aviação, Serviço Móvel Marítimo, radioamadores, marinha, militares, utilitários essenciais (polícia, bombeiros, resgate, entre outros).
Canais de TV VHF     Frequência
VHF Baixo
- 2 : 54 MHz a  60 MHz
- 3 : 60 MHz a  66 MHz
- 4 : 66 MHz a  72 MHz
- 5 : 76 MHz a  82 MHz
- 6 : 82 MHz a  88 MHz

VHF Alto
- 7 :174 MHz a 180 MHz
- 8 :180 MHz a 186 MHz
- 9 :186 MHz a 192 MHz
- 10 :192 MHz a 198 MHz
- 11 :198 MHz a 204 MHz
- 12 :204 MHz a 210 MHz
- 13 :210 MHz a 216 MHz

Frequências de radiodifusão sonora em FM:
- 76,0 a 108,0 MHz (rádios comunitárias entre 87,5 - 87,9 MHz)

Frequências de Comunicação VHF na aviação:
- 118,0 a 136,95 MHz (AM)

Frequências de navegação VHF na aviação:
- 112,0 a 117,9 MHz (decimais pares e ímpares) ou
- 108,0 a 112,0 MHz (decimais pares)

Frequências de radioamadores:
- 50 a 54 MHz (faixa dos 6 metros)
- 144 a 148 MHz (faixa dos 2 metros)
- 220 a 225 MHz (faixa dos 1,3 metros)

### Portugal
As transmissões de TV utilizam os sistemas B e G, e o padrão PAL para transmissão em cores.
canal frequência
| C71 = 69,25 MHz C72 = 76,25 MHz C73 = 83,25 MHz C74 = 90,25 MHz C75 = 97,25 MHz C76 = 59,25 MHz C77 = 93,25 MHz S1 = 105,25 MHz S2 = 112,25 MHz S3 = 119,25 MHz S4 = 126,25 MHz S5 = 133,25 MHz S6 = 140,25 MHz S7 = 147,25 MHz S8 = 154,25 MHz S9 = 161,25 MHz S10 = 168,25 MHz C5 = 175,25 MHz C6 = 182,25 MHz C7 = 189,25 MHz C8 = 196,25 MHz C9 = 203,25 MHz C10 = 210,25 MHz C11 = 217,25 MHz C12 = 224,25 MHz S11 = 231,25 MHz S12 = 238,25 MHz S13 = 245,25 MHz S14 = 252,25 MHz S15 = 259,25 MHz S16 = 266,25 MHz S17 = 273,25 MHz S18 = 280,25 MHz S19 = 287,25 MHz S20 = 294,25 MHz S21 = 303,25 MHz | S22 = 311,25 MHz S23 = 319,25 MHz S24 = 327,25 MHz S25 = 335,25 MHz S26 = 343,25 MHz S27 = 351,25 MHz S28 = 359,25 MHz S29 = 367,25 MHz S30 = 375,25 MHz S31 = 383,25 MHz S32 = 391,25 MHz S33 = 399,25 MHz S34 = 407,25 MHz S35 = 415,25 MHz S36 = 423,25 MHz S37 = 431,25 MHz S38 = 439,25 MHz S39 = 447,25 MHz S40 = 455,25 MHz S41 = 463,25 MHz C21 = 471,25 MHz C22 = 479,25 MHz C23 = 487,25 MHz C24 = 495,25 MHz C25 = 503,25 MHz C26 = 511,25 MHz C27 = 519,25 MHz C28 = 527,25 MHz C29 = 535,25 MHz C30 = 543,25 MHz C31 = 551,25 MHz C32 = 559,25 MHz C33 = 567,25 MHz C34 = 575,25 MHz C35 = 583,25 MHz | C36 = 591,25 MHz C37 = 599,25 MHz C38 = 607,25 MHz C39 = 615,25 MHz C40 = 623,25 MHz C41 = 631,25 MHz C42 = 639,25 MHz C43 = 647,25 MHz C44 = 655,25 MHz C45 = 663,25 MHz C46 = 671,25 MHz C47 = 679,25 MHz C48 = 687,25 MHz C49 = 695,25 MHz C50 = 703,25 MHz C51 = 711,25 MHz C52 = 719,25 MHz C53 = 727,25 MHz C54 = 735,25 MHz C55 = 743,25 MHz C56 = 751,25 MHz C57 = 759,25 MHz C58 = 767,25 MHz C59 = 775,25 MHz C60 = 783,25 MHz C61 = 791,25 MHz C62 = 799,25 MHz C63 = 807,25 MHz C64 = 815,25 MHz C65 = 823,25 MHz C66 = 831,25 MHz C67 = 839,25 MHz C68 = 847,25 MHz C69 = 855,25 MHz C70 = 863,25 MHz |

A faixa de radioamadorismo de 2 metros utiliza as frequências de 144 a 146 MHz (faixa estreita de FM), alocadas para a Região I definida pela ITU.

## Banda de VHF-WFM (radiodifusão)
- 87,5 a 108,0 MHz

## Operação não licenciada
Em alguns países, particularmente nos Estados Unidos e no Canadá, transmissões limitadas de baixa potência são permitidas na faixa de FM para determinadas finalidades, como a transmissão da saída do áudio de tocadores de CD e outras mídias digitais para rádios FM sem o uso de cabos. Contudo, isto é ilegal em outros países, como o Reino Unido.